# سکاپولی
سکاپولی (به ایتالیایی: Scapoli) یک کومونه در ایتالیا است که در استان ایسرنیا واقع شده‌است. سکاپولی ۱۶ کیلومتر مربع مساحت و ۷۵۸ نفر جمعیت دارد.